# Подъеланка
Подъеланка — село в Усть-Илимском районе Иркутской области.
Село находится в 135 км от Братска и 139 км от Усть-Илимска.
Село находится на равном расстоянии от двух крупных городов Иркутской области Усть-Илимска и Братска и в 14 км от региональной автодороги Усть-Илимск — Братск в юго-западной части Усть-Илимского района. Общая площадь поселения — 36404,24 км². На востоке Подъеланское муниципальное образование граничит с Ершовским муниципальным образованием, на юге — с Усть-Илимским водохранилищем, на западе и севере — с межселенной территорией района. В состав образования входит с. Подъеланка с населением на 01 января 2012 года — 574 чел. Плотность населения — 0, 15 чел на 1 км².
Климат умеренно континентальный со среднегодовой температурой: зимой — −20-40 °С, летом 15-30 °С. Снеговой покров ложится во второй половине октября, а тает в конце апреля — первой половине мая. Село расположено на водораздельном хребте, что объясняет высокий уровень нахождения грунтовых вод. На территории поселения преобладают серые лесные, кислые почвы. Основная часть плодородных земель поселения расположена на острове, который находится в акватории Усть-Илимского водохранилища, имеется паромная переправа. На территории муниципального образования имеются удобные площадки для строительных работ социальной и промышленной сферы. Производственная сфера представлена тремя предприятиями: крестьянско-фермерское хозяйство — выращивание зерновых, ЗАО «Кашима» — оказание услуг ЖКХ населению, ООО «Клен» — распиловка леса. Работают три магазина, отделение связи. Бюджетные учреждения: МКОУ «Подъеланская средняя общеобразовательная школа», МКУК «ЦДиИ» Подъеланского МО, фельдшерско-акушерский пункт.

## География
Площадь территории Подъеланского муниципального образования — 36404, 24 га (в соответствии с Законом Иркутской области от 16 декабря 2004 № 97-оз «О статусе и границах муниципальных образований Усть-Илимского района Иркутской области». В состав образования входит с. Подъеланка с населением на 01 января 2012 года — 574 чел (с каждым годом все меньше). Плотность населения — 0,15 чел/км².
Село расположено в юго-западной части Усть-Илимского района Иркутской области. Часть земель находится на острове Подъеланский, который расположен в акватории Усть-Илимского водохранилища. Имеются удобные площадки для строительства объектов социальной и промышленной сферы. На западе Подъеланское муниципальное образование граничит с Ершовским муниципальным образованием, на севере граница проходит по трассе Усть-Илимск-Братск, на востоке и юге — с межселенной территорией Усть-Илимского района.
Общая протяженность границы Подъеланского муниципального образования 108,33 км.

## Население
| 2002 | 2010 | 2011 | 2012 | 2013 | 2014 | 2015 |
| ---- | ---- | ---- | ---- | ---- | ---- | ---- |
| 594  | →594 | ↘592 | ↘585 | ↘576 | ↘556 | ↘550 |
| 2016 | 2017 |      |      |      |      |      |
| ↗554 | ↘534 |      |      |      |      |      |

## Власть
Село в административном плане относится к Подъеланскому муниципальному образованию Усть-Илимского района
Иркутской области.